# Вотум доверия
Во́тум дове́рия, в режиме парламентской демократии — голосование парламента, на котором депутаты решают, оказывать или нет своё доверие действующему правительству. 
Это голосование часто заканчивается положительно, так как действующие правительства зачастую имеют большинство в парламенте.

## Основные формы парламентского недоверия
В случае противоречий между парламентом и ответственным перед ним правительством той или другой стороной может ставиться вопрос об отставке правительства или отдельных министров. Вотумом недоверия голосование называется в том случае, если процедура проводится по инициативе правительства, в обратном случае она считается вынесением резолюции порицания.

## Парламенты, основанные на британской традиции
В странах британской парламентской традиции, включая Соединённое королевство, Канаду, Австралию или Новую Зеландию, к вотуму доверия может привести предложение или поправка оппозиции или принятие финансового законопроекта, например бюджета. После обсуждения вопрос ставится на голосование. В случае отрицательного ответа правительство должно вручить заявление об отставке, парламент распускается, и в самый короткий срок организуются досрочные всеобщие выборы.

### В Канаде
В 2005 году в Палате общин Канады прошло два вотума доверия. Первый, в мае 2005, касался бюджета. Правительство меньшинства Либеральной партии Канады сохранило доверие Палаты, вовремя объединившись с Новой демократической партией и назначив в кабинет министров консервативного депутата.
Второй, прошедший 28 ноября 2005 года, был вотумом недоверия, предложенным тремя оппозиционными партиями. Принятый 171 голосом против 133, вотум вынудил премьер-министра Пола Мартина подать в отставку от лица своего правительства и требовать роспуска парламента и объявления всеобщих выборов, проведённых 23 января 2006.

## ВГермании
В германском парламенте бундестаге существует лишь возможность «конструктивного вотума недоверия» (нем. Konstruktives Misstrauensvotum), то есть выборы другого канцлера при абсолютном большинстве. Однако канцлер всегда имеет право поставить вопрос о доверии. Если бундестаг отказывает канцлеру в доверии, федеральный президент может распустить его по предложению канцлера через 21 день, если только тем временем бундестаг не избрал другого канцлера. Этот механизм многократно использовался канцлером, на самом деле располагающим большинством, для того, чтобы объявить новые выборы.

## ВоФранции
Первый абзац статьи 49 конституции Пятой республики предусматривает, что правительство может потребовать провести голосование по вопросу о доверии в Национальном собрании и нигде более. Этот вопрос может касаться правительственной программы или общеполитической декларации. Это одна из трёх форм использования политической ответственности правительства наряду с вотумом недоверия и принятием текста без голосования, которое предусмотрено статьёй 49, абзацем 3. Вопрос о доверии — классический механизм парламентарного режима: он призван обеспечить существование взаимных способов воздействия у исполнительной и законодательной властей. Он соответствует праву роспуска Национального собрания, которым располагает президент Республики на основании статьи 12 Конституции. На деле вопрос о доверии может преследовать две цели: либо чтобы в начале срока убедиться, что программу нового правительства поддержит большинство для её применения, либо чтобы укрепить большинство Национального собрания вокруг правительства в случае расхождения во мнениях или крупного политического события.
Все правительства пятой республики, кроме правительства Жоржа Помпиду в 1962 году и правительства Мишеля Барнье в 2024 году, ставившие вопрос о доверии, получали поддержку Национального собрания. Правительство Франсуа Фийона получило её 17 марта 2009 на свою декларацию о внешней политике (касающуюся, в частности, восстановления Франции в объединённом военном командовании НАТО) при 330 голосах «за», 238 «против» и 9 воздержавшихся. Правительство Доминика де Вильпена также получило поддержку 8 июня 2005 363 голосов против 178. Вотум доверия необязательно обеспечивает премьер-министру сохранение его правительства: в 1972 Жак Шабан-Дельмас вынужден был вручить заявление об отставке Жоржу Помпиду лишь через несколько недель после получения поддержки от своего большинства. Этот пример иллюстрирует одну из особенностей французской конституционной системы: премьер-министр, законность которого зависит от Национального собрания и который отвечает перед ним, должен также убедиться в поддержке президента Республики, за исключением периода сосуществования правительства и главы государства, принадлежащих к разным политическим направлениям, когда президент теряет свои основные прерогативы. Эта форма режима именуется дуалистическим парламентаризмом.